# میکی سیمپسون
میکی سیمپسون (انگلیسی: Mickey Simpson؛ ‏ ۳ دسامبر ۱۹۱۳ – ۲۳ سپتامبر ۱۹۸۵) بازیگر ایرلندی‌تبار اهل ایالات متحده آمریکا بود.
از فیلم‌ها یا برنامه‌های تلویزیونی که وی در آن نقش داشته‌است، می‌توان به ویرجینیایی، دلیجان، سنکپ، شب‌های عربی، کلمنتاین عزیزم، مرد مجرد و دختر جوان، دژ آپاچی، آنها در شب زندگی می‌کنند، سه تفنگدار، ماجراهای دن خوان، رد کشتی رد ویچ، او یک روبان زرد بست، مبارز اهل کنتاکی، بلوار واباش، نشان سرخ دلیری، آن از هند شرقی، کارسون‌سیتی، افتخار دیگر ارزشی ندارد، خورشید به‌روشنی می‌درخشد، سالومه، شمشیر طلایی، رز ماری، شاهزاده والیانت، دیمیتریوس و گلادیاتورها، خط دراز طوسی، ده فرمان، غول، جدال در اوکی کرال، وارلاک و بزرگ‌ترین داستان عالم اشاره کرد.